# Suatu - Cojocna - Crairât
Suatu - Cojocna - Crairât este o arie protejată (arie specială de conservare — SAC, sit de importanță comunitară — SCI) din România, desemnată în scopul protejării biodiversității și menținerii într-o stare de conservare favorabilă a florei spontane și faunei sălbatice, precum și a habitatelor naturale de interes comunitar aflate în arealul zonei de protecție. Acesta se întinde pe o suprafață de 4.157,7 ha, integral pe uscat.

## Localizare
Centrul sitului Suatu - Cojocna - Crairât este situat la coordonatele 46°39′23″N 23°47′32″E / 46.6564°N 23.792272°E, în județul Cluj și se întide pe teritoriile administrative ale comunelor Apahida, Aiton, Feleacu și Suatu.

## Înființare
Situl Suatu - Cojocna - Crairât (ROSCI0238) a fost declarat sit de importanță comunitară în decembrie 2007 pentru a proteja 6 specii de plante și 7 specii de animale. Situl a fost protejat și ca arie specială de conservare în mai 2022. Acesta include rezervația naturală Fânațele Suatu I și II și se suprapune cu aria de protecție specială avifaunistică Cânepiști.

## Biodiversitate
Situată în ecoregiunea continentală, aria protejată conține 7 habitate naturale: Stepe și mlaștini sărate panonice, Păduri stepice euro-siberiene cu Quercus spp., Salicornia și alte specii anuale care populează regiunile mlăștinoase și nisipoase, Tufărișuri subcontinentale peripanonice, Pajiști uscate seminaturale și facies de acoperire cu tufișuri pe substraturi calcaroase (Festuco-Brometalia) (* situri importante pentru orhidee), Pajiști stepice subpanonice, Fânețe de joasă altitudine (Alopecurus pratensis, Sanguisorba officinalis).
La baza desemnării sitului se află mai multe specii protejate:
- plante (6): lintea pratului (Astragalus peterfii), târtan (Crambe tataria), rățișoare (Iris aphylla subsp. hungarica, cunoscut și sub denumirea de „stânjenel de stepă”), iris (Iris humilis subsp. arenaria), gălbinare (Klasea lycopifolia), Pontechium maculatum subsp. maculatum
- amfibieni (1): tritonul comun transilvănean (Triturus vulgaris ampelensis)
- mamifere (1): liliacul mic cu potcoavă (Rhinolophus hipposideros)
- nevertebrate (5): Catopta thrips, Cucullia mixta, rădașcă (Lucanus cervus), fluturele purpuriu (Lycaena dispar), Pseudophilotes bavius

Pe lângă speciile protejate, pe teritoriul sitului au mai fost identificate 38 de specii de plante, 11 specii de nevertebrate.